# Żurek

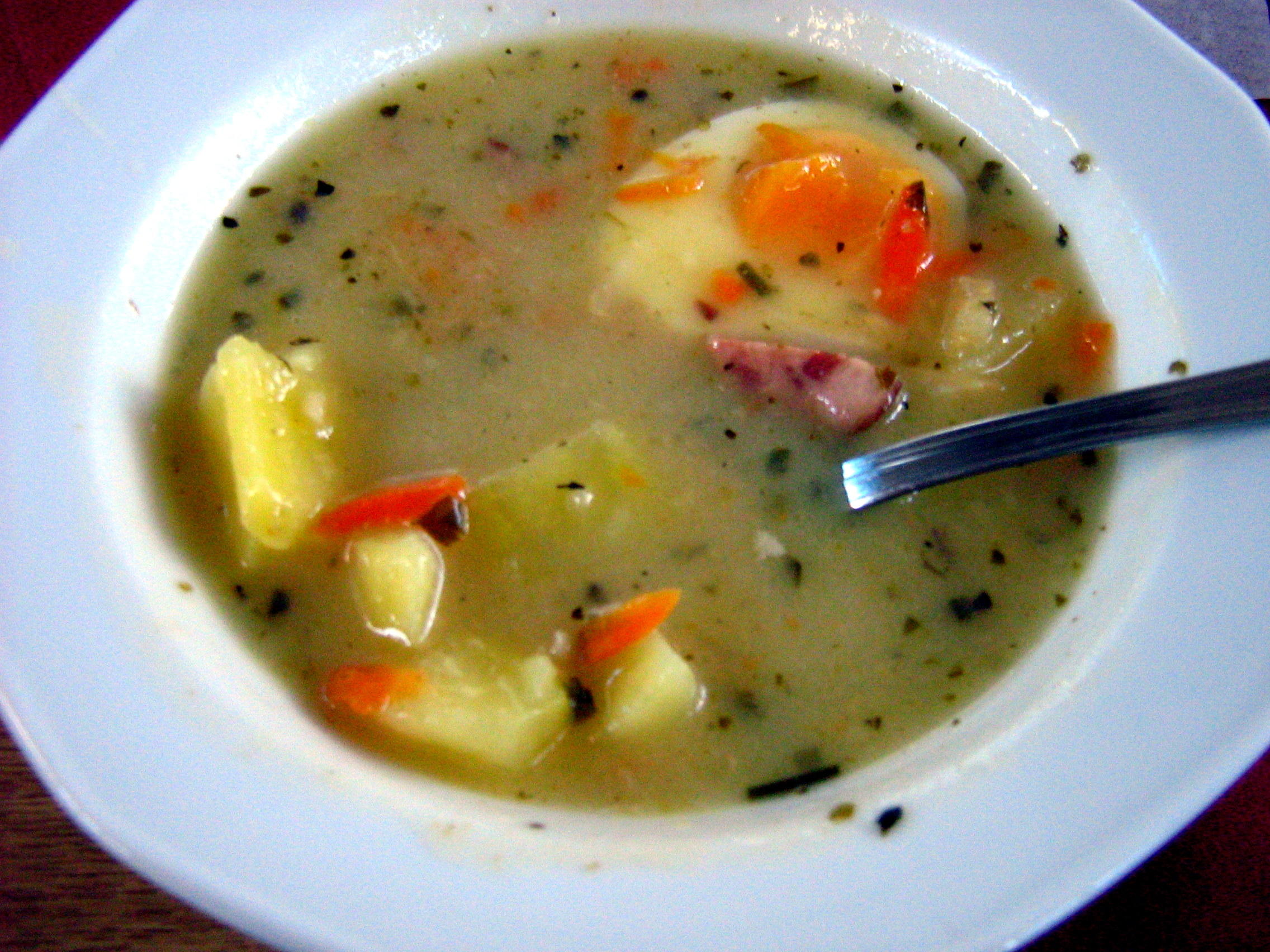
Żurek

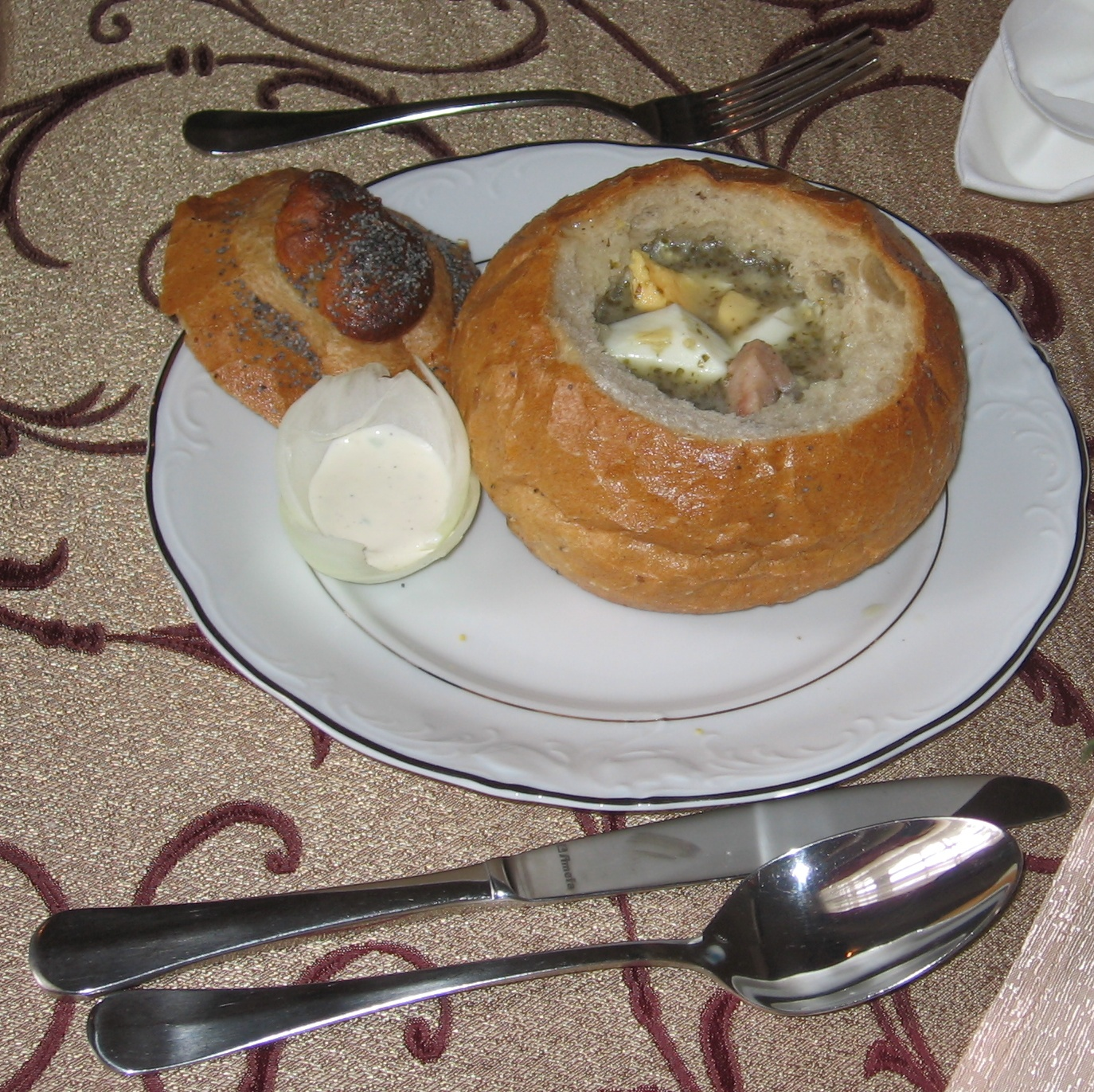

Żurek este o supă acră de secară de origine poloneză. Żurek se prepară din făină de secară fermentată și carne (de obicei cârnați de porc fierți, bacon sau șuncă. 
Este mâncare specifică în Polonia, unde mai este cunoscut și ca żur sau barszcz biały (barszcz alb), ultima făcându-se din făină de grâu în loc de secară. 